# John Quincy Adams Ward

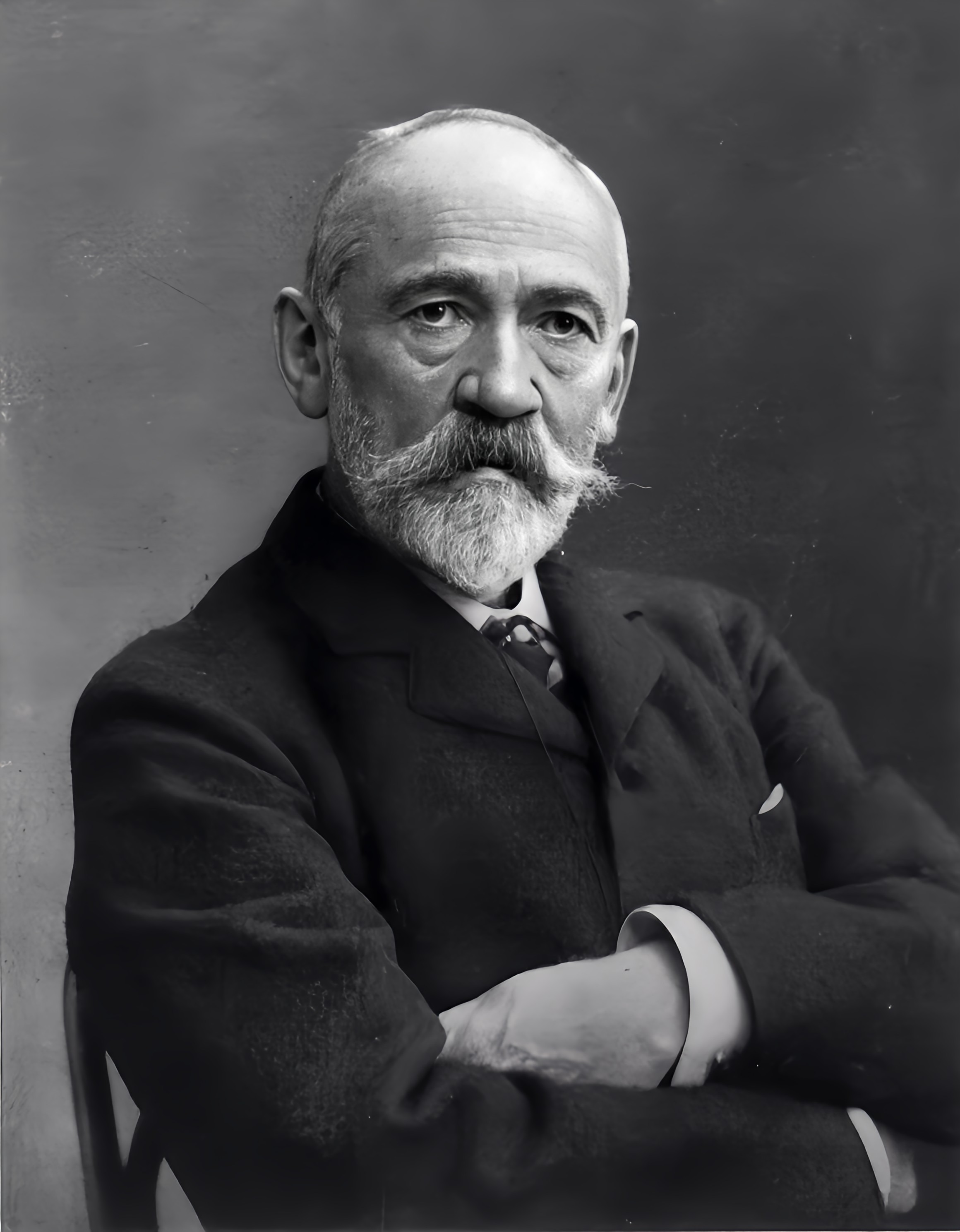
J.Q.A. Ward

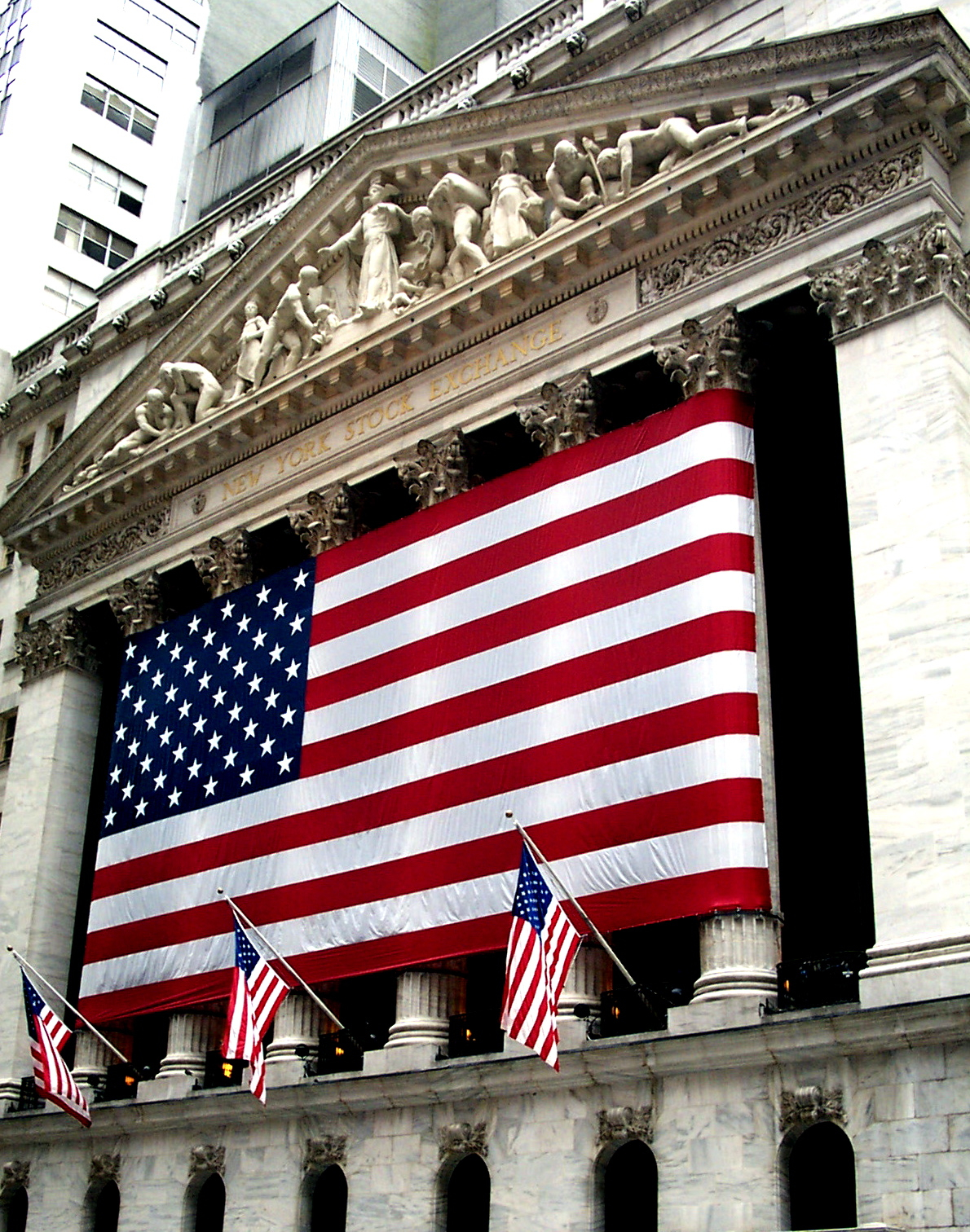
New York Stock Exchange

John Quincy Adams Ward (Urbana (Ohio), 29 juni 1830 - New York, 1 mei 1910) was een Amerikaanse beeldhouwer.
Ward volgde een opleiding bij beeldhouwer Henry Kirke Brown in Brooklyn. In 1861 ging hij werken voor Ames Sword Company, een bedrijf dat modellen maakte voor decoratieve objecten. Hij zette in dat jaar ook zelf een studio op in New York en werd lid van de National Academy of Design. Ward verdiende zijn geld niet alleen met zijn beelden, maar ook met de verkoop van reproducties daarvan aan particulieren. In 1893 was hij met onder anderen Daniel Chester French en Richard Morris Hunt oprichter van de National Sculpture Society, waarvan hij tot 1904 ook voorzitter was. In 1894 werd hij ook verkozen tot voorzitter van de National Academy of Design.
In 1903 maakte hij een beeldhouwwerk, getiteld Integrity Protecting the Works of Man, voor de fronton van het nieuwe gebouw van de New York Stock Exchange.

## Werken (selectie)
- Indian Hunter Central Park, New York, 1864
- The Good Samaritan, Boston Public Garden, Boston, 1867
- Major General John F. Reynolds Statue, Gettysburg (Pennsylvania), 1871
- Seventh Regiment Memorial, Central Park, New York, 1874
- Israel Putnam Monument, Bushnell Park, Hartford, 1874
- General George H. Thomas Monument, Washington, 1878
- Victory Monument, Yorktown (Virginia), 1881
- George Washington Statue, Federal Hall, New York, 1882
- The Pilgrim Central Park, New York, 1884
- James A. Garfield Monument, Capitol Hill, Washington, 1887
- Governor Horace Fairbanks, St. Johnsbury Athenaeum, St. Johnsbury (Vermont), 1893

## Galerij

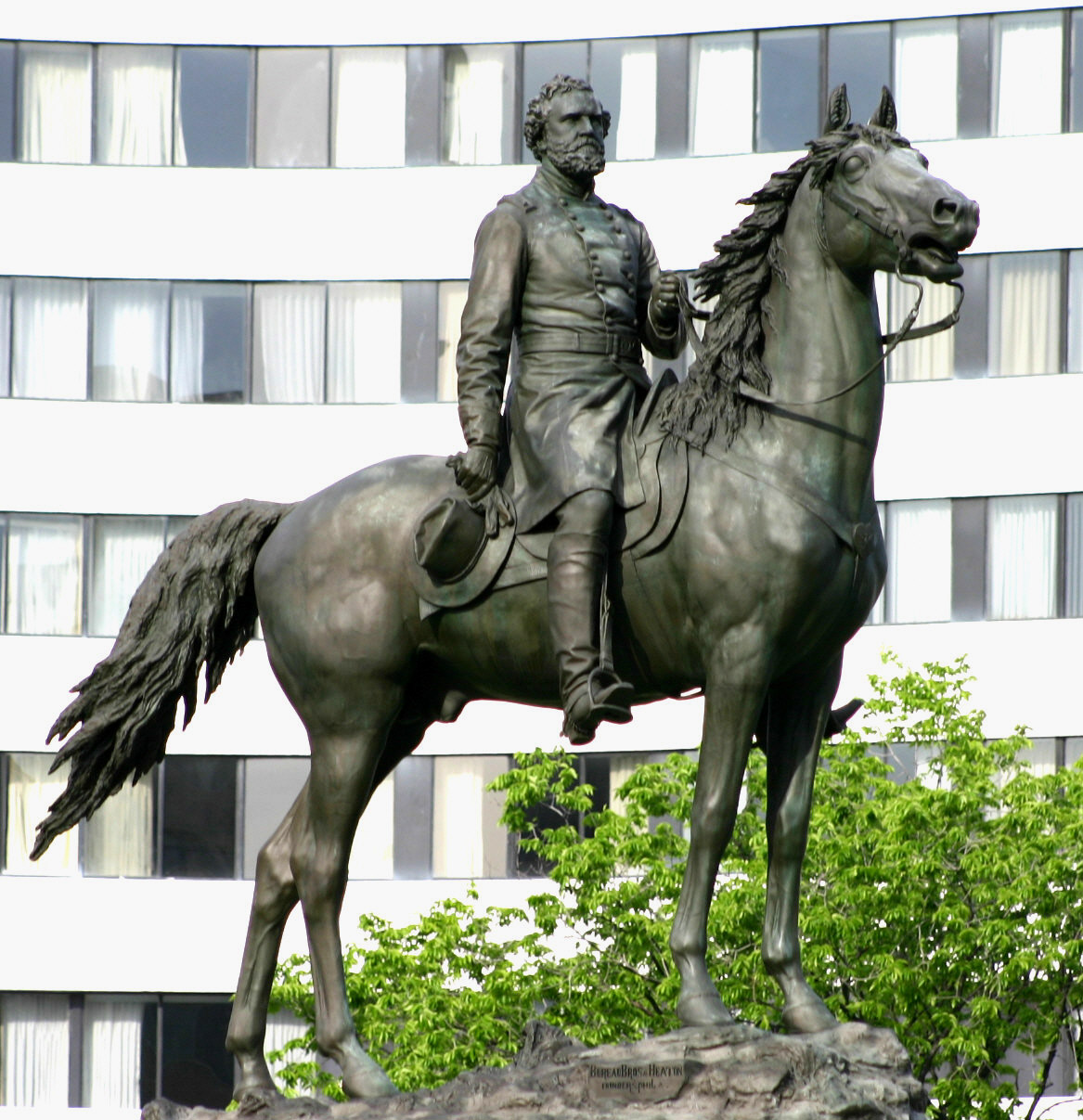
George H. Thomas Monument, Washington
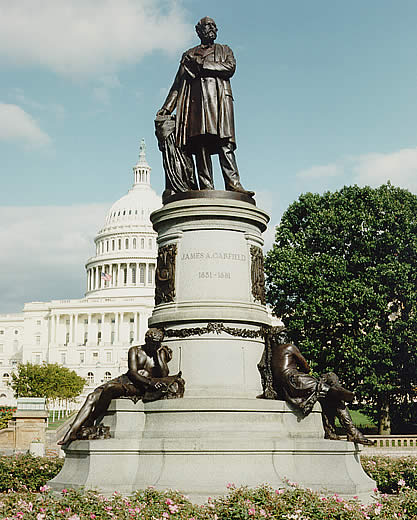
Garfield Monument, Washington
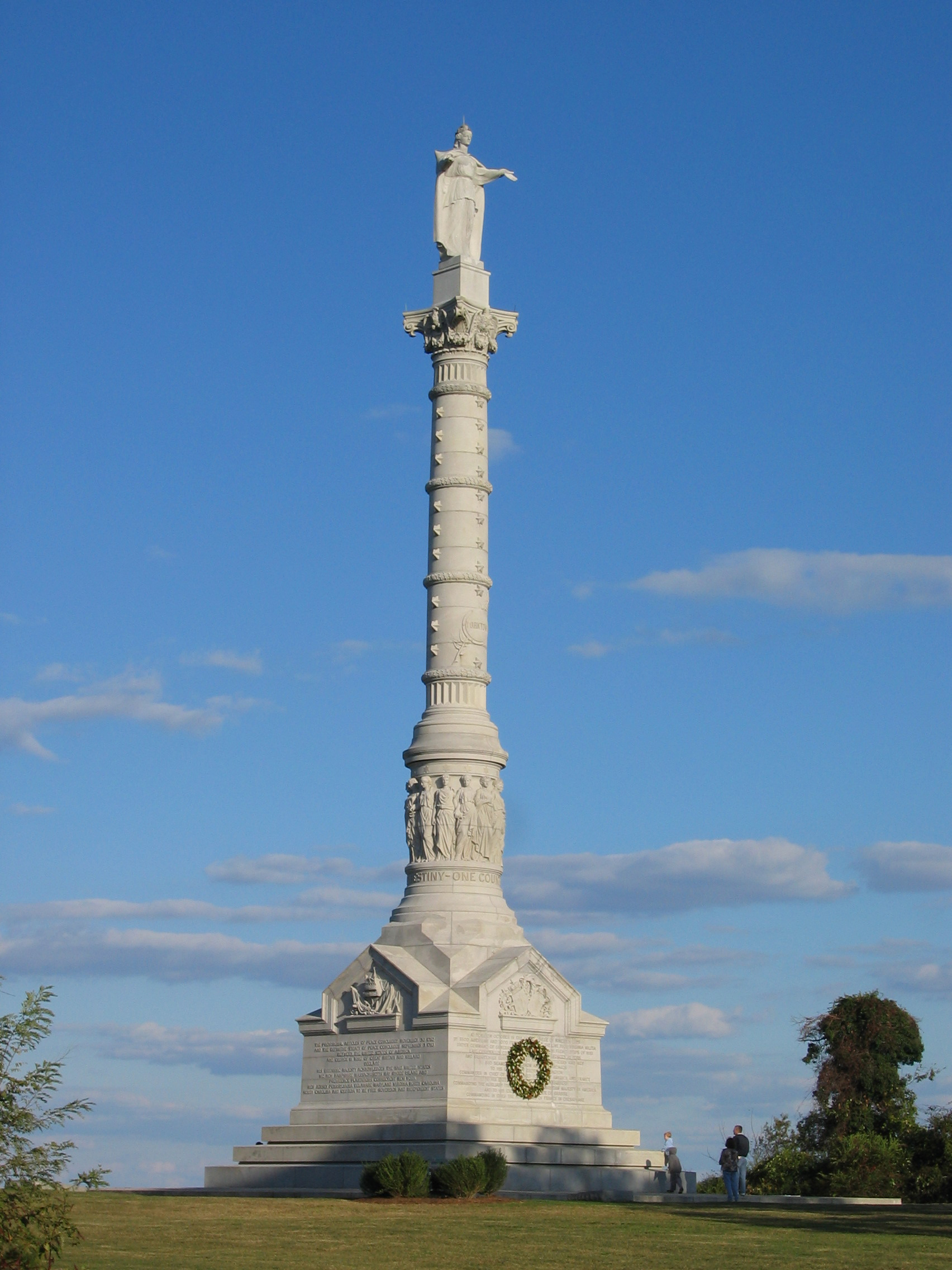
Victory Monument, Yorktown
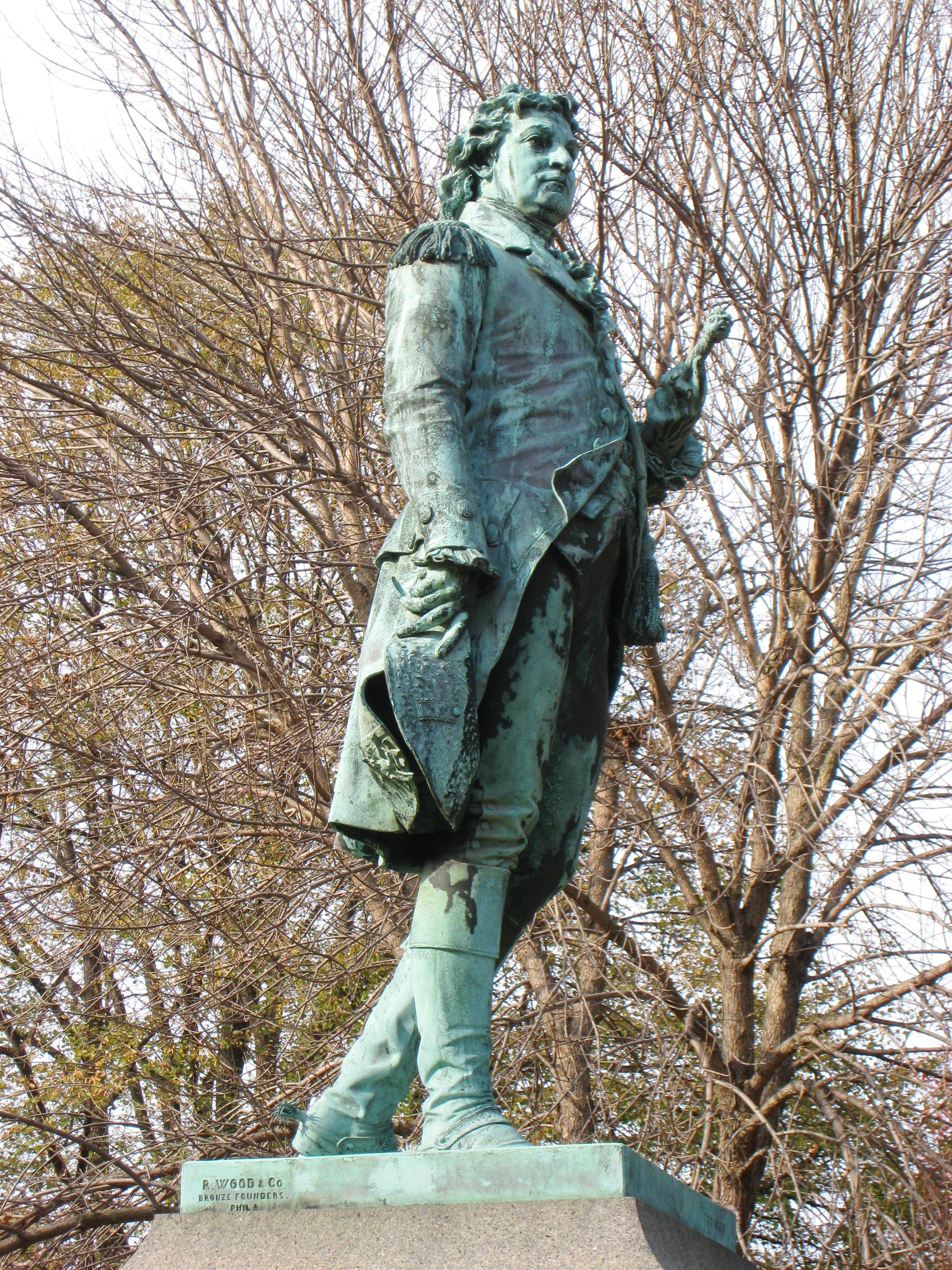
Israel Putnam, Hartford